# Miconia perobscura
Miconia perobscura är en tvåhjärtbladig växtart som beskrevs av John Julius Wurdack. Miconia perobscura ingår i släktet Miconia och familjen Melastomataceae. Inga underarter finns listade i Catalogue of Life.